# Las Łaszczyński

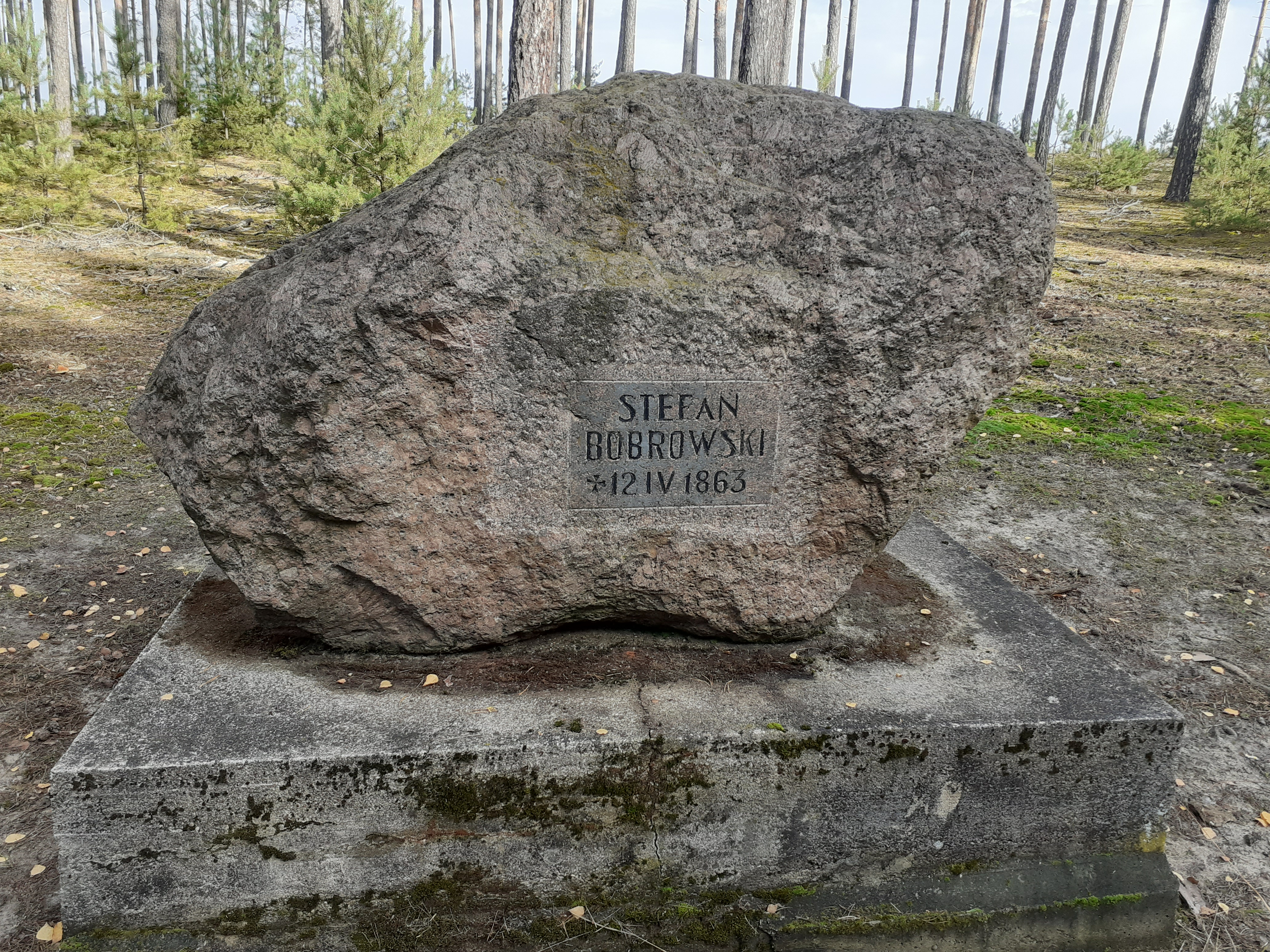
Głaz upamiętniający miejsce śmierci Stefana Bobrowskiego.

Las Łaszczyński – kompleks leśny zlokalizowany na zachód od Rawicza, na terenie gmin: Rawicz, Bojanowo (województwo wielkopolskie) i Wąsosz (województwo dolnośląskie). Część kompleksu leży na terenie Doliny Świętojańskiej. Nazwa lasu znana była już w 1841.

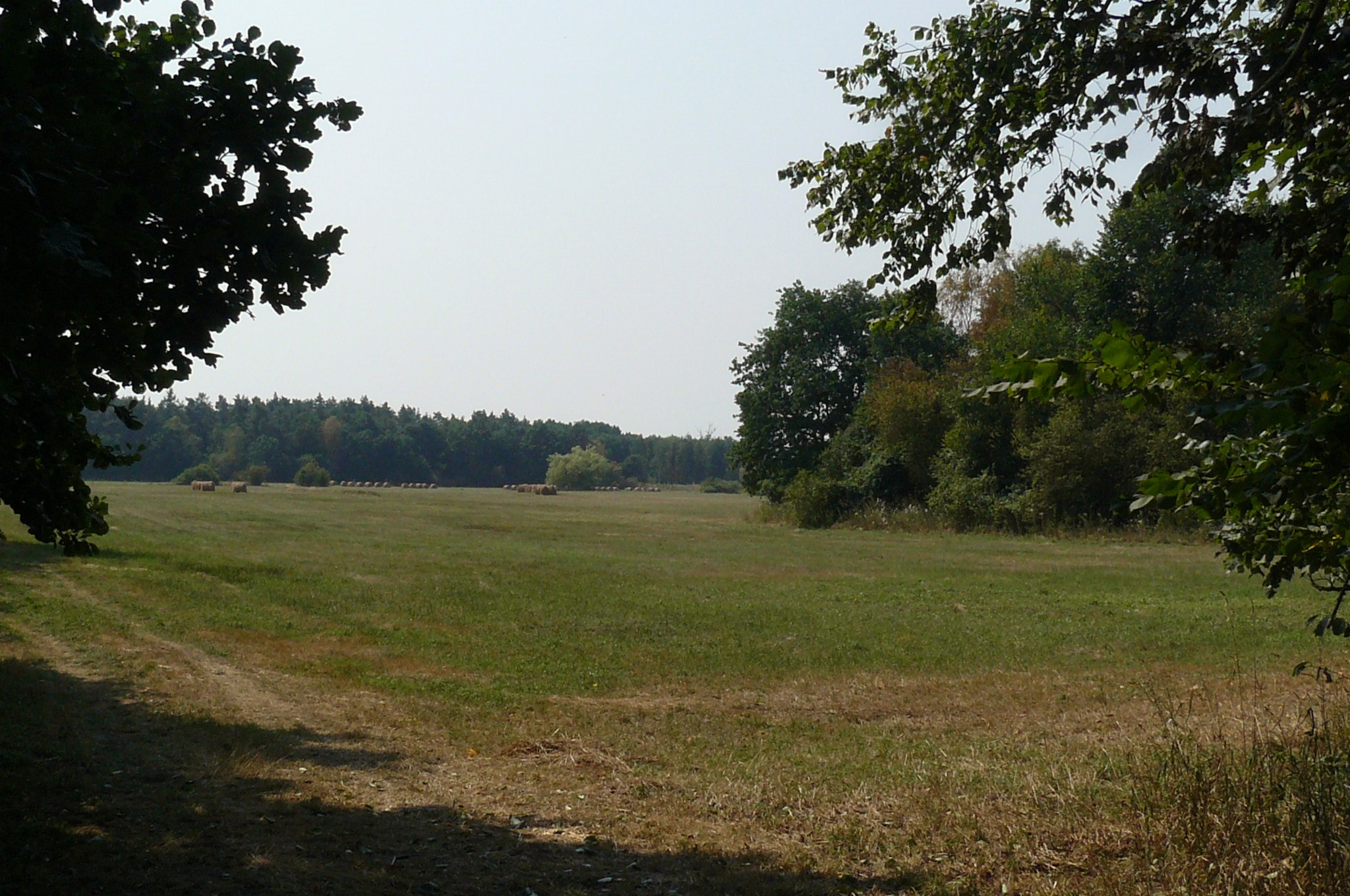
Polana śródleśna

Nazwa kompleksu pochodzi od wsi Łaszczyn, zlokalizowanej na północ od Rawicza. Teren lasu jest cenny przyrodniczo – znajduje się tutaj rezerwat przyrody Dębno, a także rosną pomnikowe dęby, do których prowadzi ścieżka edukacyjna Dębno. W północnej części kompleksu znajduje się Polska Góra (107 m n.p.m.). Teren przecinają cieki: Masłówka (ze zbiornikiem retencyjnym i pompownią Izbice), Czarny Rów i Grobelka. Poprzez kompleks przebiegają: linia kolejowa nr 271 (Poznań – Wrocław), drogowa obwodnica Rawicza, droga ekspresowa S5, droga krajowa nr 36 i droga wojewódzka nr 324. Przechodzą tędy szlaki turystyczne:  żółty (z Rawicza do Dąbrówki) i  czarny (z Rawicza do Wąsoszy). W okolice rezerwatu Dębno doprowadza ścieżka przyrodniczo-leśna Dębno. Dawniej przez teren doliny przechodziła linia kolejowa Kobylin – Legnica Północna (odcinek Rawicz – Ścinawa), ale została zlikwidowana, mimo że torowiska w większości nadal tu leżą. Na obszarze lasu znajduje się następujące wsie: Pakówka, Wydartowo Drugie i Załęcze.
Przy drodze leśnej, na zachód od Żylic, umiejscowiony jest tzw. Kamień Bobrowskiego – pomnik upamiętniający tragiczną śmierć w pojedynku Stefana Bobrowskiego. Pojedynek miał miejsce w tym punkcie 12 kwietnia 1863, a Bobrowskiego pochowano w Łaszczynie.